# شیلتاخ
شهر شیلتاخ (به آلمانی: Schiltach) در ایالت بادن-وورتمبرگ در کشور آلمان واقع شده‌است.